# Bunchosia nitida
Bunchosia nitida es una especie de plantas con flores perteneciente a la familia Malpighiaceae. Se distribuye en Centroamérica y América del Sur: desde el sureste de México, Belice, Guatemala, El Salvador y Honduras hasta Panamá, y hasta Colombia y Ecuador.

## Descripción
Es un árbol que puede llegar hasta los 7 m de altura y 10 cm de diámetro. Manifiesta una pubescencia blanquecina de textura suave en todas las estructuras de la planta. Las Inflorescencias en cima, axilar o caulinar. Las flores son pequeñas, con sépalos amarillos a naranja. Los frutos son bayas, caulinares, de color naranja en estado inmaduro y rojo al madurar. Las semillas son circulares, pequeñas y aromáticas, con olor a limón.

## Nombres comunes
- manzanillo, manzanillo rojo, manzanito rojo, murmulla, murmullo, murmuy, oreja de coyote1, trencillo rojo[2]